# 康斯坦丁·米库尼奇
康斯坦丁·米库利奇（俄语：Константин Микульчич，?—1147年）是大诺夫哥罗德一位波萨德尼克。他於1135年成为波萨德尼克。1137年，诺夫哥罗德發生暴亂，康斯坦丁·米库利奇逃走，並且不再擔任波萨德尼克。1146年，康斯坦丁第二次出任波萨德尼克，並且於1147年去世。